# Dobiesława
Dobiesława, Dobosława – staropolskie imię żeńskie, złożone z członów Dobie- ("stosowna, zdatna" albo "waleczna, dzielna") i -sława ("sława"). Po raz pierwszy odnotowane w dawnych dokumentach w 1284 roku. Imię to mogło oznaczać "ciesząca się słuszną sławą", "słynąca z dzielności" lub in. Niektóre możliwe staropolskie zdrobnienia: Dobachna, Dobala, Dobiechna, Dobka, Dochna. 
Dobiesława imieniny obchodzi 14 lutego i 13 maja.
Znane osoby noszące imię Dobiesława:
- Dobiechna, wdowa po Wojsławie - opiekunie Bolesława III Krzywoustego, prawdopodobna fundatorka kolegiaty św. Michała w Płocku

Męskie odpowiedniki: Dobiesław, Dobosław.